# Зеленушка темносмуга
Зеленушка темносмуга (Symphodus melops) — прибережна риба родини Губаневих, що мешкає біля берегів Європи від Норвегії до Марокко, також в західній частині Середземного моря і Адріатиці. Сягає 28 см довжиною.